# Nucleus tractus solitarii
A Nucleus tractus solitarii olyan agytörzsi mag, melynek nagy szerepe van az ízérzékelésben, a szív- és érrendszeri- illetve légzési funkciókban. Kap információt az arcidegből (N. facialis; VII.), a nyelv-garatidegből (N. glossopharyngeus; IX.) és a bolygóidegből (N. vagus; X.).

## Anatómiája
A Nucleus tractus solitarii a nyúltvelő( Medulla oblongata ) hosszában helyezkedik el, kisebb része a híd alsó részében található. A tractus solitarii a nucleus középső részében fut végig, így egy kisebb fehérállományi részt hoz létre ( a tractus axonjai) a szürkeállományi rész közepén. Erről a kis egyedüli fehérállományi részről kapta a struktúra a nevét: a solitary egyedülit, elhagyatottat, magányost jelent.
A Nucleus tractus solitarii két részre osztható: van egy rostrális (felül elhelyezkedő) gustatoros magi része, illetve egy caudálisan elhelyezkedő (alul található) magcsoportja. A Nucleus trastus solitarii alrészei a bejövő információk feldolgozásával állnak kapcsolatban – legfőképp a craniális afferens rostokkal, melyek a szív- és érrendszer, légzés és béltraktus megfelelő működését szolgálják. A caudális régióban megfigyelhető, hogy a szív- és érrendszer működéséhez kötődő neuronok a nucleus középvonalában helyezkednek el, míg a légzésért felelősek laterálisan.

## Bemenet az NTS-be
Az afferens ízlelési információk mellett, melyek a VII. IX. és X. agyidegből származnak, a Nucleus tractus solitarii afferens információkat fogad a zsigeri régiókból és szervekből. Ezek az afferens rostok magukba foglalják az artériákban és vénákban található kemoreceptorokból származó információkat, illetve az artériák és vénák tágasságát érzékelő úgynevezett baroreceptorokból származó információkat. Emellett kémiai és mechanikai ingerekre érzékeny, a szívben, tüdőben, légutakban, gyomor-bélrendszerben, májban és egyéb zsigeri szervekben végződő axonnal rendelkező neuronok is küldenek információt az agytörzsbe, melyek szinapszisokat képeznek a Nucleus tractus solitarii caudalis (alsó) két harmadában. A neuronok, melyek szinapszisai itt találhatók közreműködnek számos reflex, köztük a carotid sinus reflex, aorta reflex, köhögési reflex, baroreceptor és kemoreceptor reflexek, légzési reflexek, és a gyomor-bélrendszer mozgásának és szekréciójának reflexeiben. Vannak itt szinapszisai a belek falának állapotáról, a tüdő pillanatnyi tágulásáról, a nyálkahártya nedvességének mértékéről információt szállító idegrostoknak is. Lehetséges, hogy az itt található neuronok olyan egyszerű autonóm reflexekben vesznek részt, mint amelyekben két neuron van, az első afferens a központba szállítja az információt, míg a második efferens, vagy más néven motoneuron rögtön parancsot küld vissza a szervhez, anélkül, hogy több szinapszisra, átkapcsolásra lenne szükség. Így lecsökken a reflexidő. A szívnek vannak például ilyen egyszerű reflexívei az agyban.

## Kimenet az NTS-ből
A Nucleus tractus solitarii az agy számos más részére van hatással, többek között a hypothalamusban található nucleus paraventricularis-ra, az amygdala középső magjára, illetve az agytörzs számos más magjára (például a parabrachiális területre).

## Fordítás
- Ez a szócikk részben vagy egészben  a   Solitary nucleus című angol Wikipédia-szócikk fordításán alapul.  Az eredeti cikk szerkesztőit annak laptörténete sorolja fel. Ez a jelzés csupán a megfogalmazás eredetét és a szerzői jogokat jelzi, nem szolgál a cikkben szereplő információk forrásmegjelöléseként.